# ステラ (松本明子の曲)
「ステラ」は、1999年5月12日にVAPから発売された松本明子の8枚目のシングル。

## 概要
松本明子本人が主演したテレビ朝日系ドラマ『プリズンホテル』主題歌。
2024年現在、松本明子名義のシングルは、これ以降発売されていない。

## 収録曲
- 全作詞：松本明子、編曲：吉田建

1. ステラ
作曲：吉田拓郎
  - テレビ朝日系サタデードラマ『プリズンホテル』主題歌
2. Last words
作曲：松本明子
3. ステラ (original karaoke)
4. Last words (original karaoke)